# دان ويتز
دان ويتز (مواليد 1957)، فنان شوارع ورسام واقعي في بروكلين في مدينة نيويورك. نشأ في شيكاغو، إلينوي، وتخرج في عام 1981 من اتحاد فريم كوبر في الجانب الشرقي الأدنى من مدينة نيويورك. نشط باستمرار منذ أواخر السبعينيات، وهو أحد رواد حركة الشوارع.
عُرضت لوحات دان ويتز في صالات العرض في جميع أنحاء الولايات المتحدة وأوروبا. في يونيو سنة 2010، نُشرت دراسة بعنوان «دان ويتز على مرأى من الجميع، ثلاثون عامًا من الأعمال الفنية غير القانونية وغير ذلك»، بواسطة دار دجينكو للنشر.

## مسيرته المهنية
حصل دان ويتز على منحة الوقف الوطني للفنون في عام 1983 وزمالات من مؤسسة نيويورك للفنون في عامي 1992 و2000.
في عام 1983 صدر كتاب دان ويتز الأول، وهو «طيور مانهاتن» بواسطة دار النشر سكيني بوكس. صدر كتابه الثاني، على مرأى من الجميع، في يونيو 2010، من قبل دار دجينكو. في سبتمبر 2010، أصدرت صحيفة دجينكو «الطيور الطنانة 2011».
ظهرت أعمال دان ويتز في جوكستابوز، تايم، مجلة الفنون، مجلة نيويورك، سايتس، بابليك آرت ريفيو، نيويورك تايمز، ديلي نيوز، نيوزداي ونيويوركر، هاربرز وأدباسترز. كان دان مساهماً رائدًا ومتكررًا في موقع ومدونة فن الشارع النهائية، ووستر الجماعية.
يمكن رؤية عمل ويتز في فيلم بانكسي في عام 2010، الخروج من خلال متجر الهدايا. في عام 2006، عرض الفيلم الوثائقي لو أوغست في الهواء الطلق من خلال استوديوهات وأساليب دان ويتز بالإضافة إلى خمسة فناني شوارع أمريكيين آخرين وهم: فايل، سكيفيل، مايك دي فو، إسبو، وتيكي جاي. ظهرت أعماله أيضًا في فيلم 2005 أن ينظر إليها، للمخرج أليس أرنولد.
عُرضت لوحات دان ويتز في صالات العرض في جميع أنحاء العالم؛ بما في ذلك معرض جوناثان ليفين، في تشيلسي، نيويورك؛ ومعرض الفضاء المسروق، لندن وإنجلترا ومعرض كارمايكل ولوس أنجلوس وكاليفورنيا وأدكت كالي وباريس وفرنسا ووايت وولز وسان فرانسيسكو، ومعرض DFN في مدينة نيويورك.

## المنشورات الحديثة
- 2010 «في عرض عادي: 30 عامًا من الأعمال الفنية غير القانونية وغير ذلك» دان ويتز، مقدمة من قبل ديفيد لوبيز، دجينكو للصحافة.[3]
- 2010 «الطائر الطنان 2011» دان ويتز، دجينكو للصحافة.
- 2010 «شارع الفن كوك، كتاب، دليل للتقنيات والمواد»، بينك كارلسون/ هوب لوي، دوكومينت للصحافة.[12]
- 2010 «ملصقات، من صخرة البانك إلى الفن المعاصر» DB بيركمان/ مونيكا لوكاسيو، ريزولي للمنشورات الدولية.[13]
- 2010 «شارع الفن كوك، كتاب، دليل للتقنيات والمواد»، بينك كارلسون/ هوب لوي، دوكومينت للصحافة.[14]
- 2010 «وراء الشارع» باتريك نغوين، ستيوارت ماكنزي، غستالتين.[15]
- 2009 «الآلاف، اللوحة في الخارج، اقتحام» دراغو.[16]
- 2009 «بدون عنوان 2، النهضة الجميلة»، غاري شوف.[17]
- 2008 «بدون عنوان، فن الشارع في الثقافة المضادة»، غاري شوف.
- 2008 «فن الشارع». سيدار لويسون تيت للنشر.
- 2007 «ستيكر ستي» كلوديا والدي الملقب [18]
- 2007 «شارع المتمردين» فرانشيسكا غافن.[19]
- 2006 «فن التمرد 2» كريستيان هوندرتمارك.[20]
- 2004 «عالم الكتابة على الجدران» نيكولاس غانز.[21]
- 2003 «أنا نيويورك، مدينة نيويورك شارع الفن» كيلي بيرنز.[22]
- 2002 «ستينسل جرافيتي» تريستان مانكو.[23]
- 1985 «في شارع الفن» آلان شورتزمان.